# Jakub Petrozelin
Jakub Petrozelin, též Jakub Petrozelín Kunštátský (1571 Kunštát – 14. října 1633 Vratislav) byl český kazatel, autor náboženských a homiletických spisů a pobělohorský exulant. Studoval na wittenberské univerzitě, kde byl v roce 1592 ordinován. Zprvu byl luterán, později člen Jednoty bratrské. V Jednotě bratrské byl v užší církevní radě a spravoval českobratrský sbor v Třebíči. V roce 1629 odešel s rodinou a většinou svých souvěrců do vyhnanství, kde později zemřel při epidemii moru.
Jeho synové Jakub a Tomáš se stali faráři polské Jednoty bratrské.

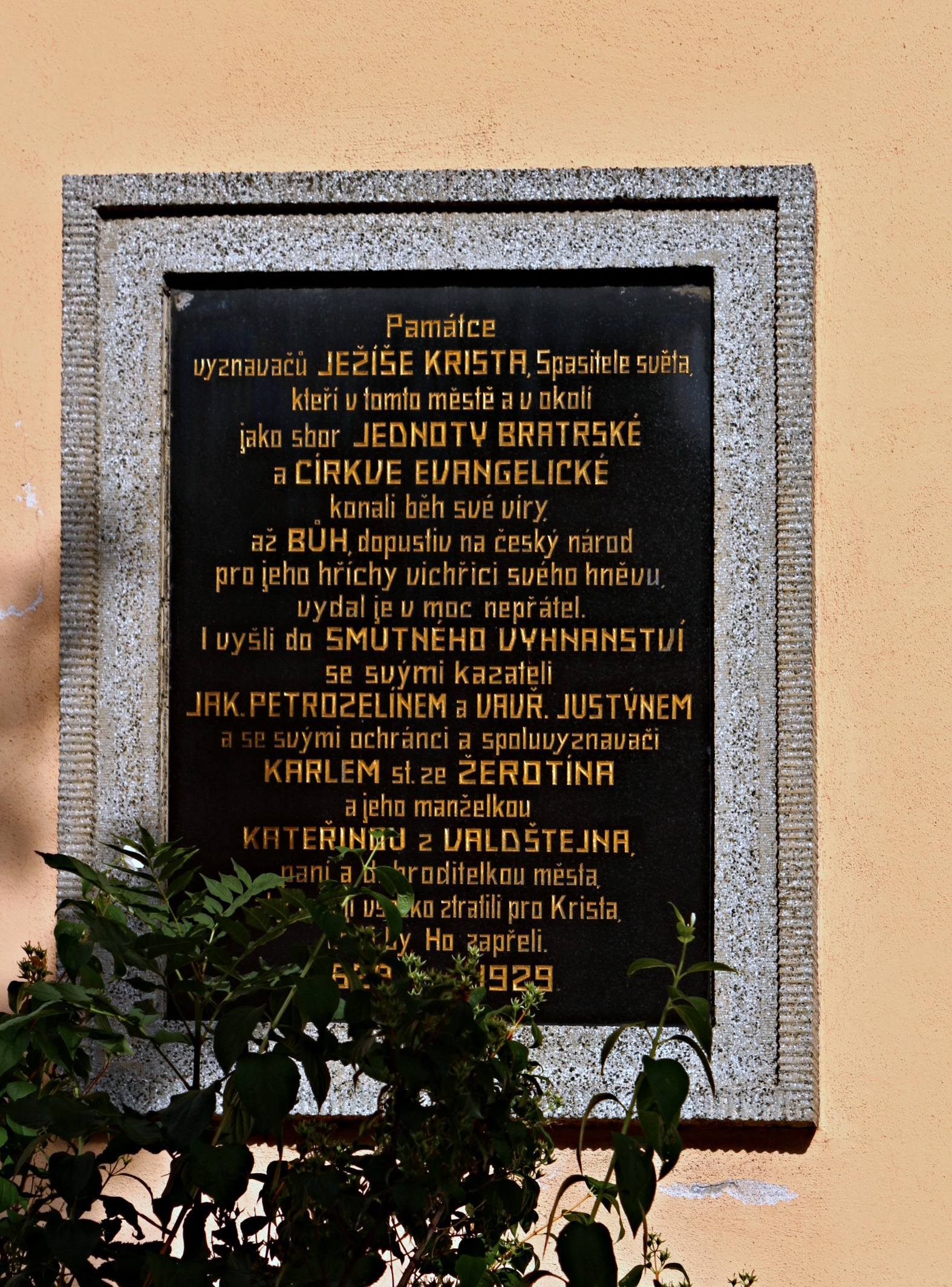
Pamětní deska v Třebíči

## Hromadný odchod
V době pobělohorské vlastnila panství Třebíč Kateřina z Valdštejna, manželka Karla staršího ze Žerotína. Pod její ochranou se v lednu 1621 nacházelo v Třebíči třináct uprchlých farářů, ale protireformace na Moravě nastala až později – mandátem habsburského císaře Ferdinanda II. Štýrského, kterým bylo dne 12. října 1624 vykázáno z Moravy veškeré nekatolické duchovenstvo včetně učitelů. Traduje se, že farář Jakub Petrozelin sloužil veřejnou pobožnost ještě o Velikonocích 1629 v kostele sv. Martina; totéž učinil i farář Vavřinec Justin ve sboru na Jejkově. Před odchodem do exilu sloužili věřící společnou pobožnost venku, při ní se nejen čeští bratři rozloučili s vlastí, do vyhnanství odešla většina protestantů v září 1629. V místech, kde se exulanti hromadně loučili s vlastí, byla později postavena římskokatolická Kaple svatého Petra a Pavla.

## Dílo (výběr)
- Pax christiana, t. j. Rozjímání napomenutedlné a potěšitedlné o pokoji křesťanském, duchovním i tělesném (vyd. v Praze 1608 u J. Othmara)
- To gest Weyklad Zialmu Dwadcátého třetjho ... včiněný a wydaný: Od Kněze Jakuba Petrozeljna Kunstatského Služebnjka Slowa a Swátosti w Městě Třebiči. Wytisstěno w Starem Městě Pražském w Jmpressy Kněze Giřjho Hanusse L. Leta Páně M. DC. XII. (tj. 1612)
- Spis o bouřkách tělesných i duchovních (Praha, 1616)
- Lazarus redivivus (1617)
- Postilla aneb kázání sumovní... (1613).[5] Dedikováno výše uvedené Kateřině z Valdštejna.[1]